# Лоопре (Пиг'я-Сакала)
Ло́опре (ест. Loopre küla) — село в Естонії, у волості Пиг'я-Сакала повіту Вільяндімаа.

## Населення
Чисельність населення на 31 грудня 2011 року становила 46 осіб.

## Історія
З 7 травня 1992 до 21 жовтня 2017 року село входило до складу волості Кио.